# Wolf Münzner
Wolf Münzner (* 22. Juni 1939; † 22. Januar 2010) war ein deutscher Bühnenbildner.

## Leben
Wolf Münzner studierte Malerei bei Hermann Kaspar an der Akademie der Bildenden Künste München und Bühnenbild bei Caspar Neher an der Akademie der bildenden Künste Wien. Von 1963 bis 1966 war er Assistent von Wieland Wagner bei den Bayreuther Festspielen. Er war anschließend an den Häusern in Göttingen, Köln und Stuttgart tätig. 
Bekannt wurde er vor allem für seine Bühnenbilder, die er zusammen mit Hansgünther Heyme, Jürgen Bosse, Niels-Peter Rudolph und Roberto Ciulli an allen wichtigen deutschsprachigen Theatern realisierte. Bei Opernaufführungen im In- und Ausland arbeitete er mit Harry Kupfer (Die Soldaten am Staatstheater Nürnberg), Joachim Herz (Der fliegende Holländer), Wolf Siegfried Wagner, Thomas Schulte-Michels (Attila am Badischen Staatstheater Karlsruhe) und Wolfram Mehring (Meistersinger am Staatstheater Nürnberg) zusammen, später feierte er Erfolge mit dem italienischen Regisseur Giancarlo del Monaco.